# 韩寨镇
韩寨镇，原为韩寨乡，是中国河南省驻马店市上蔡县下辖的一个乡镇级行政单位。2018年1月撤乡改镇。

## 行政区划
韩寨镇共辖以下地区
张市店村、康湖村、新石桥村、何庄村、前陈村、耿陈村、郭庄村、义公村、任集村、贾寨村、庄湖村、张集村、大骆村、徐楼村和邱路口村。